# Anthrosol

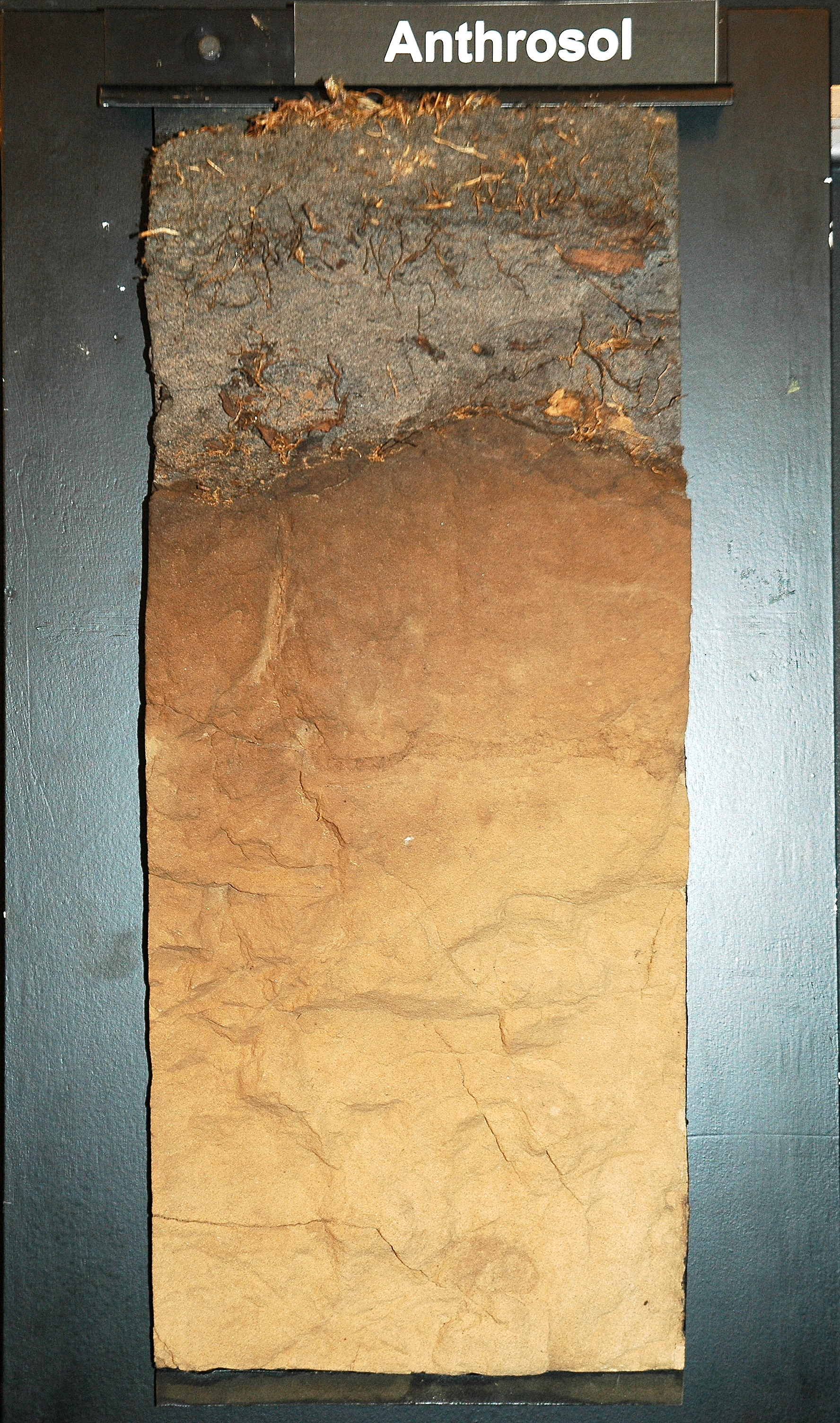
Anthrosol

Een anthrosol (in de World Reference Base for Soil Resources) is een bodem die geheel of gedeeltelijk is gevormd door menselijke activiteiten. Deze activiteiten kunnen onder andere bestaan uit het toevoegen van organisch materiaal of huishoudelijk afval, irrigatie en grondbewerking. Bekende bodems die tot deze groep behoren zijn plaggenbodems, zoals de esgronden in Noordwest-Europa, de paddygronden in rijstvelden in Oost- en Zuidoost-Azië en door irrigatie beïnvloedde gronden in het Midden-Oosten en delen van India. De invloed van de mens is doorgaans beperkt gebleven tot de bovenste bodemhorizonten. De plaggenbodems worden in de Nederlandse bodemclassificatie tot de enkeerdgronden gerekend. Een ander type anthrosol vormen de opgebaggerde gronden in het westen van Nederland, dit zijn in de Nederlandse bodemclassificatie tuineerdgronden.
De Europese anthrosols, vooral te vinden onder oude bouwlanden op esdekken, werden traditioneel gebruikt voor de teelt van rogge, haver en gerst. Tegenwoordig kennen ze een grotere variatie aan gewassen en landgebruiksvormen. Deze groep anthrosolen beslaan een oppervlakte van circa 500.000 hectare.

## Literatuur

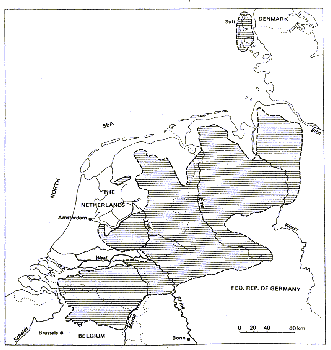
Voorkomen van Anthrosols in NW Europa